# 광역 행정
광역 행정(廣域行政)은 여러 도 또는 시·군에 걸쳐서 시행되는 행정을 말한다. 즉, 군과 군, 도와 도, 중심 도시와 주변 도시 등 지방 자치 단체 사이에는 혹은 국가의 일선 기관 사이에서 지방의 일정 지역을 구획해서 기존의 행정 구역을 초월하는 광역을 단위로 하는 행정을 말한다.
중심도시와 주변의 군(郡)·읍(邑)·면(面)의 유기적 기능분담과 협력관계에 착안한 행정이다. 지방 주민의 생활 영역 또는 이해관계의 영역이 기존의 행정 구역에 한정되지 않고 다른 지역에까지 확대되고 또한 행정 기능도 광역화함으로써 교통의 문제, 주택, 상하수도, 도시 계획, 토지 이용, 보건, 위생, 경찰, 소방, 공해, 교육, 공원 등 여러 행정 문제를 광역적으로 처리하는 것이 효율성과 합목적성을 위해 필요하게 되었다.

## 같이 보기
- 광역 자치 단체